# تاکاگی ۸۹۴۲
سیارک ۸۹۴۲ (به انگلیسی: 8942 Takagi، نامگذاری:1997BR2) هشت هزار و نهصد و چهل و دومین سیارک کشف شده‌است که در ۳۰ ژانویه ۱۹۹۷ کشف شد.
قدر مطلق سیارک برابر ۲۱.۴ است.